# لورينت موريستين
لورينت موريستين (14 يناير 1976 في غرونوبل) (بالإنجليزية: Laurent Morestin)‏ لاعب كرة قدم فرنسي يلعب حاليا لصالح نادي بوردز الفرنسي الهاوي في خط الدفاع . شارك في أول مباراة رسمية في بطولة دوري الدرجة الأولى مع نادي ليون في 25 سبتمبر 1997 في مواجهة نادي لنس . انضم بعدها إلى أندية شاتورو ، سانت إتيان ، بريست ، وغويونيون في الفترة من 1998 إلى 2007 . في 5 ديسمبر 2008 وافق على الانتقال من عالم الاحتراف إلى عالم الهواة بالانضمام إلى نادي بوردز .

## وصلات خارجية
- لورينت موريستين على موقع قاعدة بيانات كرة القدم.إي يو (الإنجليزية)